# Sân vận động Gran Canaria
Sân vận động Gran Canaria là một sân vận động bóng đá ở Las Palmas, Quần đảo Canary, Tây Ban Nha. Sân hiện được sử dụng cho các trận đấu bóng đá và là sân nhà của UD Las Palmas. Nó được khai trương vào năm 2003 như một sân vận động đa năng để trở thành sân vận động kế thừa của sân vận động Insular cũ.

## Lịch sử
Sân vận động được khánh thành vào ngày 8 tháng 5 năm 2003 với trận giao hữu giữa UD Las Palmas và Anderlecht được diễn ra trước hàng ghế chật kín. Trận đấu kết thúc với tỷ số 2–1 nghiêng về Las Palmas. Người ghi bàn đầu tiên trên sân vận động là Rubén Castro.
Với sức chứa 32.400 chỗ ngồi, đây là sân vận động lớn thứ 14 ở Tây Ban Nha và lớn nhất ở Quần đảo Canary tính theo sức chứa (mặc dù không phải là lớn nhất về diện tích bề mặt của sân).
Bắt đầu từ ngày 11 tháng 11 năm 2014, sân vận động đã được tu sửa và kéo dài khoảng 16 tháng. Sau khi tu sửa, đường chạy đã bị dỡ bỏ để biến địa điểm này thành một sân vận động dành riêng cho bóng đá, với chỗ ngồi gần sân thi đấu hơn.